# Finsteraarhornhütte
Die Finsteraarhornhütte ist eine Schutzhütte der Sektion Oberhasli des Schweizer Alpen-Clubs (SAC) in den Berner Alpen.

## Lage und Betrieb
Die Hütte steht an der steilen Westflanke des Finsteraarhorns auf 3048 m ca. 100 m oberhalb des Fieschergletscher. Der heutige Bau wurde 2003 in Holz-Stahl-Bauweise errichtet, die uralte erste und schon zweimal gezügelte Hütte dient als Winterraum mit Platz für 10 Leute. Sie steht seit 1933 unterhalb der neuen Hütte.
Die Hütte wird von der Sektion Oberhasli des Schweizer Alpen-Clubs betrieben und ist mit kurzen Unterbrechungen von März bis September bewartet. Sie bietet Platz für 106 Personen. Zusätzlich ist ein ganzjährig zugänglicher Winterraum vorhanden.

## Geschichte
Die Finsteraarhornhütte wurde 1905 am heutigen Platz auf 3048 m errichtet. Es handelte sich dabei um die alte Oberaarjochhütte, die am dortigen Standort ausgedient hatte. Diese erste Hütte mit 12 Plätzen war jedoch bald zu klein und so wurde 1924 ein zweigeschossiger Steinbau mit 31 Plätzen erstellt. 1933 wurde die alte Hütte zum zweiten Mal gezügelt und dient noch heute als Winterraum. 1969 wurde die Hütte von 1924 um etwa 40 Prozent der alten Ausmasse erweitert. Im Jahre 2004 schliesslich wurde der heutige Neubau eingeweiht. Die Höhenangabe der Hütte musste dabei mehrfach korrigiert werden: 1905 wurden noch 3227 m als Höhe angegeben, 1924 hingegen 3165 m. Die heutige Höhe von 3048 m findet sich seit 1969.

## Zustieg und Touren
Die Hütte liegt für alpine Verhältnisse vergleichsweise abgelegen und ist ausschliesslich über Gletschertouren zu erreichen. Der kürzeste Zustieg erfolgt vom Jungfraujoch in südlicher Richtung über den Jungfraufirn, die Grünhornlücke und den Fieschergletscher und dauert ca. 6 – 7 h. Der früher kürzeste Zustieg erfolgte von Fiesch aus, über Fieschertal und den Fieschergletscher bis zur Hütte. Aufgrund des Gletscherrückgangs ist der Fieschergletscher jedoch zerschrundener als früher und stellt v. a. im schneearmen Spätjahr an manchen Stellen ein unüberwindbares Hindernis dar, was den Auf- bzw. Abstieg erheblich gefährlicher und länger macht. Für diesen Weg benötigt man min. 8 – 9 Stunden. Ein alternativer Aufstieg von Fiesch besteht von Fiescheralp (erreichbar mit der Seilbahn aufs Eggishorn) aus bis zur Gletscherstube Märjelen und von dort über den Aletschgletscher bis zum Konkordiaplatz, an dem die Konkordiahütte gelegen ist. Hier vereinigt sich der Weg mit dem vom Jungfraujoch und führt weiter über die Grünhornlücke.
Ein weiterer Weg führt von der Oberaarjochhütte am Oberaarjoch abwärts über den Studergletscher bis zu dessen Vereinigung mit dem Fieschergletscher und diesen dann wiederum ansteigend bis zur Hütte.
Seltener begangen ist der Übergang von der Mönchsjochhütte über den Sattel zwischen Gross- und Hinter Fiescherhorn.
Durch die zentrale Lage in den östlichen Berner Alpen sind viele Berge in der Umgebung zugänglich, als Hausberg gilt das Finsteraarhorn. Daneben sind u. a. Touren auf die drei Fiescherhörner Gross Fiescherhorn, Hinter Fiescherhorn und Klein Fiescherhorn (genannt Ochs) sowie auf das Gross Wannenhorn, das Fiescher Gabelhorn, das Studerhorn und das Agassizhorn möglich.

## Kartenmaterial
- Landeskarte 1:25'000, Blatt 1249 Finsteraarhorn. 2007.